# Eucereon erythrolepis
Eucereon erythrolepis là một loài bướm đêm thuộc phân họ Arctiinae, họ Erebidae.